# Бартенев, Михаил Фёдорович
Михаил Фёдорович Бартенев (около 1750 — после 1803) — офицер Российского императорского флота, участник русско-шведской войны 1788—1790 годов, Гогландского, Эландского, Ревельского и Выборгского морских сражений. Георгиевский кавалер, капитан-лейтенант.

## Биография
Михаил Фёдорович Бартенев родился около 1750 года в семье владельца села Малиновое Новосильского уезда Белгородской губернии Фёдора Амвросиевича Бартенева. Представитель дворянского рода Бартеневых.
29 августа 1769 года поступил в Морской кадетский корпус. 20 октября 1774 года произведён в гардемарины. В 1774—1780 годах ежегодно находился в кампании, плавал в Балтийском море и сделал два перехода из Архангельска в Кронштадт. 27 апреля 1777 года произведён в мичманы и приведён к присяге.
В июле 1780 года отправился из Кронштадта в Средиземное море на 66-пушечным линейном корабле «Слава России» (командир — капитан 1 ранга Ивана Баскакова) в составе эскадры кораблей бригадира И. А. Борисова. 23 октября 1780 года корабль попал в сильнейший шторм, оторвался от эскадры и его начало сносить к береговым скалам. Отданные два якоря не удержали корабль, и он был выброшен на прибрежные скалы острова Лажа-Лингер в 8 милях от Тулона. Корабль разбился, 11 человек погибли, но 446 членов экипажа спаслись. После гибели корабля Бартенев, вместе с командой разбившегося корабля прибыл в Ливорно и поступил на флагманский 74-пушечный линейный корабль «Святой Великомученик Исидор», на котором вернулся из Ливорно в Кронштадт. 1 января 1781 года произведён в лейтенанты.

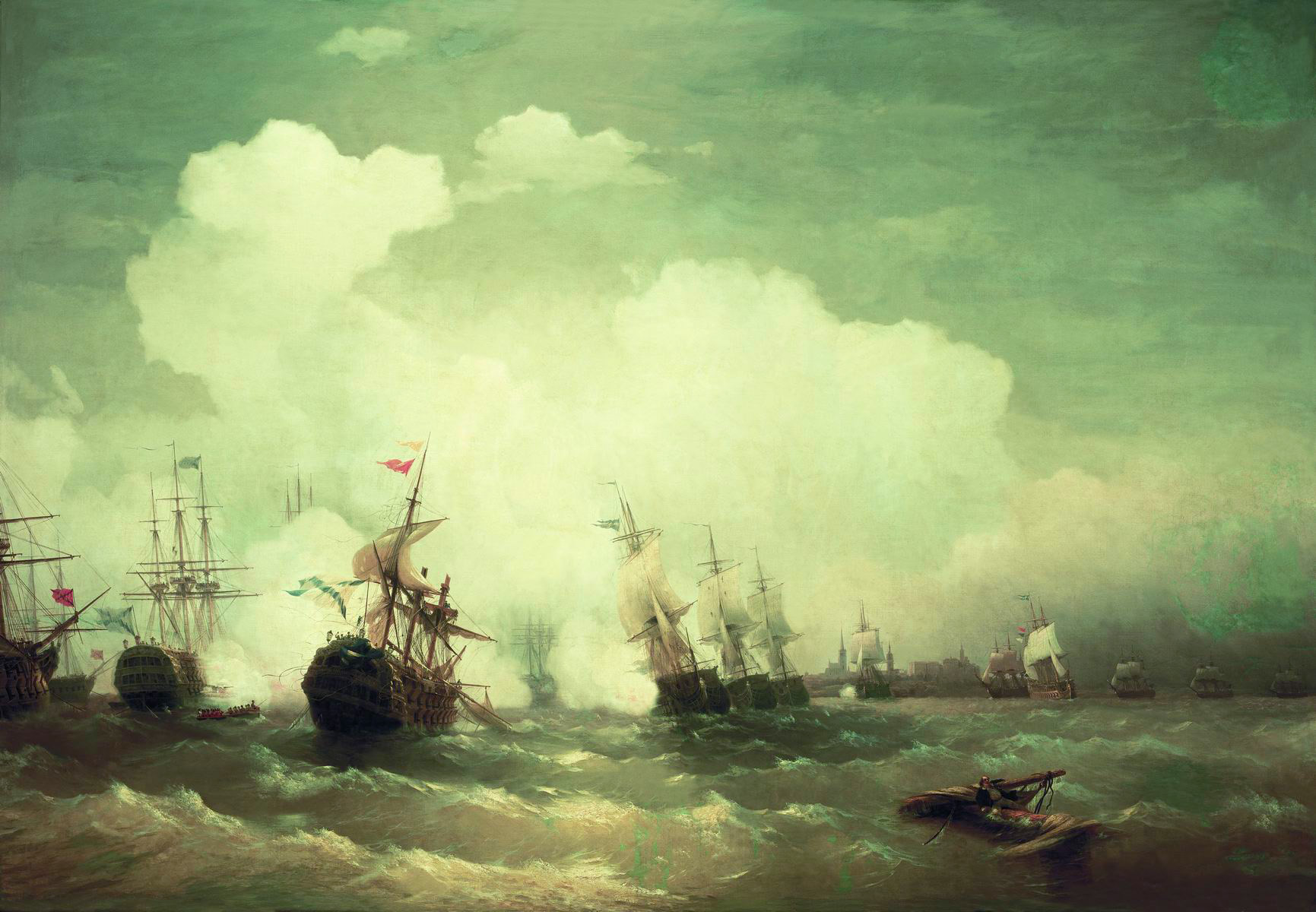
И. К. Айвазовский. Морское сражение при Ревеле (2 мая 1790).

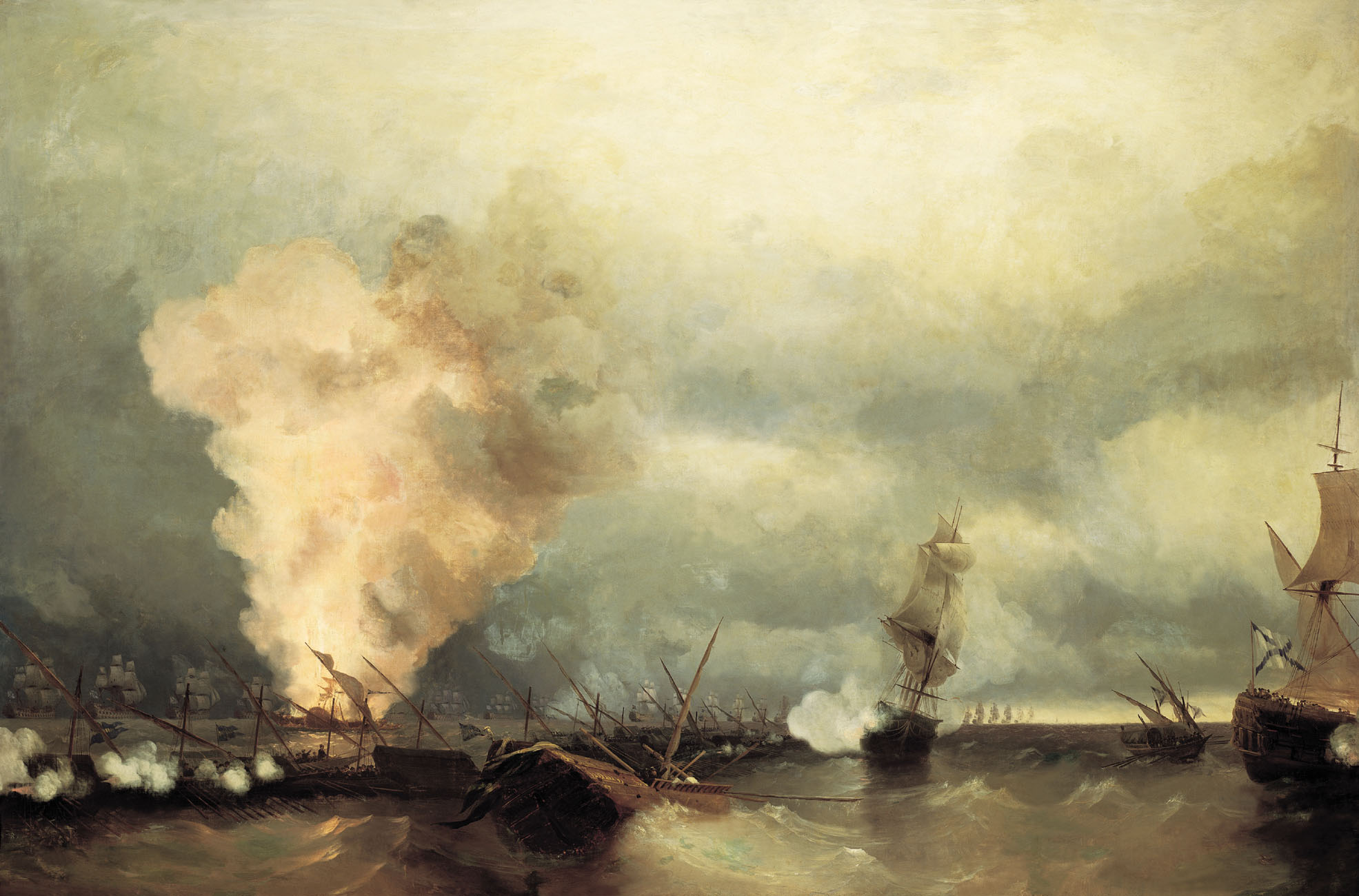
И. К. Айвазовский. Морское сражение при Выборге.

12 января 1782 года по определению Адмиралтейств-коллегии, за потерю корабля «Слава России» «со времён отправления его на одном из своих портов, даже до крушения онаго велено компанию не считать ни к получению ордена, ни к пенсиону». Был в компании на брандвахтенном пакетботе «Сокол». В 1783 и 1784 годах был в плавании на Балтийском море; потом командирован в Казань, для привода рекрутов. В 1784—1788 годах ежегодно был в плавании в Балтийском море. 1 мая 1788 года произведён в капитан-лейтенанты.
Участник русско-шведской войны 1788—1790 годов. 6 июля 1788 год на 64-пушечном линейном корабле «Болеслав» участвовал в Гогландском сражении. В 1789 году на том же корабле был с флотом в крейсерстве в Балтийском море и участвовал 15 июля в Эландском сражении; затем находился у полуострова Порккала-Удда. 2 мая 1790 года на том же корабле участвовал в Ревельском сражении, был ранен и получил контузию. 8 мая 1790 года назначен командиром 28-пушечного катера «Летучий», на котором 10 июня участвовал в бою со шведской гребной флотилией. Четыре судна взял в плен, одно сжёг, три — заставил отступить в шхеры. 19 июня вновь атаковал шведские гребные суда и заставил их отойти в шхеры. 22 июня на том же катере участвовал в Выборгском сражении.
6 июля 1790 года награждён орденом Святого Георгия 4 класса № 745 (392) за отличие.
11 февраля 1803 года определён «к разным по Кронштадтскому порту необходимо нужным делам». Дальнейшая судьба не известна.